# Ethan Wayne
Ethan Wayne, pseudonimo di John Ethan Morrison (Encino, 22 febbraio 1962), è un attore e stuntman statunitense.

## Biografia
Figlio dell'attore John Wayne e della sua terza moglie Pilar Palette, peruviana, cresce a Newport Beach, dove condivide con il padre l'amore per il mare e la vita all'aria aperta. Il suo nome di battesimo deriva dal personaggio di Ethan Edwards, interpretato dal padre nel western Sentieri selvaggi (1956) di John Ford. Ha due sorelle, Aissa e Marisa, e quattro fratellastri, Patrick, anch'egli attore, Toni, Melinda e Michael, nati dal primo matrimonio di John Wayne con Josephine Alicia Saenz. Ancora bambino, compare in due film interpretati da suo padre, Rio Lobo (1970) e Il grande Jake (1971). Negli anni ottanta svolge l'attività di stuntman in film come The Blues Brothers e Il ritorno dei morti viventi, e solo in seguito intraprende la professione di attore, recitando in vari film tra cui Cane arrabbiato e Cobra Mission, due pellicole dirette da Fabrizio De Angelis.
Nel 1987 entra a far parte del cast della soap opera Beautiful, dove interpreta il personaggio di Storm Logan. La sua permanenza in Beautiful si svolge a fasi alterne: interpreta Storm dal 1987 al 1990, poi viene sostituito da Brian Patrick Clarke, successivamente ritorna nel cast riprendendo il ruolo fino al 2003, per poi essere sostituito definitivamente da William deVry. Grazie al successo di Beautiful in Italia, l'attore ha modo di recitare in varie produzioni italiane, nelle miniserie Piazza di Spagna e Missione d'amore, quest'ultima diretta da Dino Risi, in cui lavora al fianco di Carol Alt. Sempre in Italia gira la fiction in due puntate La signora della città, con un nutrito cast comprendente Eva Grimaldi, Gabriel Garko, Remo Girone, Maria Grazia Cucinotta e molti altri.
Dopo aver lasciato la prima volta Beautiful, interpreta l'agente Matt Doyle nella sfortunata serie televisiva New Adam-12, rifacimento della serie TV degli anni sessanta Adam-12, cancellata dopo poco. Nel 1993 appare nella telenovela Milagros. Dopo aver abbandonato definitivamente Beautiful nel 2003, lascia le scene dedicandosi ad altre attività. Gestisce la Wayne Enterprises, è direttore della John Wayne Cancer Foundation, e ha inoltre creato un programma di raccolta fondi chiamato Team DUKE.

## Filmografia parziale

### Cinema
- Rio Lobo, regia di Howard Hawks (1970)
- Il grande Jake (Big Jake), regia di George Sherman (1971)
- Cane arrabbiato, regia di Fabrizio De Angelis (1984)
- Cobra Mission, regia di Fabrizio De Angelis (1986)
- Ma il buon Dio è proprio in gamba?, regia di Enzo D'Ambrosio (1998)

### Televisione
- Alamo - Tredici giorni di gloria (The Alamo: Thirteen Days to Glory), regia di Burt Kennedy - film TV (1971)
- Supercar (Knight Rider) - serie TV, 1 episodio (1994)
- New Adam-12 - serie TV, 41 episodi (1989-1991)
- Piazza di Spagna, regia di Florestano Vancini - miniserie TV (1992)
- La signora della città - miniserie TV, 2 episodi (1996)
- Beautiful (The Bold and the Beautiful) - serie TV, 185 episodi (1987-2003)
- Milagros (Más allá del horizonte) - telenovela, 3 episodi (1994)

## Doppiatori italiani
- Roberto Pedicini in Piazza di Spagna
- Mauro Gravina in Cane arrabbiato
- Roberto Del Giudice in Milagros